# かさま観光周遊バス
かさま観光周遊バス（かさまかんこうしゅうゆうバス）は、茨城県笠間市のコミュニティバス。運行は茨城交通が受託している。
2001年11月1日に運行を開始した。

## 現行路線
出典：
友部駅北口→北山公園入口→道の駅かさま→ギャラリーロード→工芸の丘・陶芸美術館→日動美術館→稲荷神社→笠間ショッピングセンター→市民体育館→笠間駅→春風萬里荘→やきもの通り→ギャラリーロード→工芸の丘・陶芸美術館→道の駅かさま→北山公園入口→友部駅北口
所要時間は約50分。1日8便が運行されるが、午前3便および午後2便は笠間～友部間を往復し、日中の3便は笠間市内を周遊する。月曜日運休（但し、月曜日が祝日の場合はその翌日に運休）。

## 運賃
- 100円
- 1日フリー乗車券：200円